# Иоржница
Иоржница также Йоржница (рум. Iorjniţa) — село в Сорокском районе Молдавии. Наряду с селом Косоуцы входит в состав коммуны Косоуцы.

## География
Село расположено на высоте 191 метр над уровнем моря.

## Население
По данным переписи населения 2004 года, в селе Йоржница проживает 739 человек (360 мужчин, 379 женщин).
Этнический состав села:
| Национальность | Число жителей | Процентный состав |
| -------------- | ------------- | ----------------- |
| молдаване      | 727           | 98,38             |
| украинцы       | 5             | 0,68              |
| русские        | 5             | 0,68              |
| румыны         | 2             | 0,27              |
| Всего          | 739           | 100 %             |